# Stanisław Proski
Stanisław Watta Proski herbu Samson (zm. przed 30 października 1658 roku) – pisarz ziemski poznański w latach 1648–1655.
Poseł sejmiku średzkiego na sejm 1655 roku.
W 1648 roku podpisał elekcję Jana II Kazimierza Wazy z województwa poznańskiego.